# Walter Willhöfft
Walter Bernhard Willhöfft (* 20. März 1873 in Leipzig; † 15. Dezember 1936) war ein deutscher Reichsgerichtsrat.

## Leben
Er war der Sohn eines evangelischen Kaufmanns und besuchte von 1883 bis 1892 das Königliche Gymnasium seiner Vaterstadt, das er mit dem Reifezeugnis verließ. Die 1. juristische Staatsprüfung bestand er 1896 mit der Note „bestanden“ und die 2. 1900 mit der Note „gut“. Neujahr 1901 wurde Willhöfft Staatsanwalt in Leipzig. Im Mai 1920 wurde er dort Landgerichtsdirektor. Ein Jahr später wurde er Hilfsarbeiter beim Reichsgericht. Im März 1923 wurde er Reichsgerichtsrat. Er war in der Weimarer Republik Mitglied der DNVP. 1936 gehörte er dem Ausschuss des Reichsgerichts für die Strafprozessreform an.
Willhöfft war verheiratet mit Therese Dorothea Johanna, geborene Fischer (1880–1943). Beide wurden im Erbbegräbnis Nr. 132 in der VIII. Abteilung des NeuenJohannisfriedhofs beerdigt.

## Quelle
- Friedrich Karl Kaul, Geschichte des Reichsgerichts, Band IV (1933–1945), Ost-Berlin 1971, S. 298.

| Personendaten    | Personendaten               |
| ---------------- | --------------------------- |
| NAME             | Willhöfft, Walter           |
| ALTERNATIVNAMEN  | Willhöfft, Walther          |
| KURZBESCHREIBUNG | deutscher Reichsgerichtsrat |
| GEBURTSDATUM     | 20. März 1873               |
| GEBURTSORT       | Leipzig                     |
| STERBEDATUM      | 15. Dezember 1936           |